# Palavas-les-Flots
Palavas-les-Flots település Franciaországban, Hérault megyében. Lakosainak száma 6007 fő (2022. január 1.). Palavas-les-Flots Lattes, Mauguio, Pérols és Villeneuve-lès-Maguelone községekkel határos.

## Népesség
A település népességének változása:
| Lakosok száma | 2390 | 4062 | 4748 | 5974 | 6224 | 6173 | 5977 | 5844 | 5748 | 6007 |
|               | 1968 | 1982 | 1990 | 2006 | 2013 | 2015 | 2017 | 2019 | 2020 | 2022 |